# Arroio dos Ratos (ort)
Arroio dos Ratos är en ort i Brasilien.   Den ligger i kommunen Arroio dos Ratos och delstaten Rio Grande do Sul, i den södra delen av landet, 1 600 km söder om huvudstaden Brasília. Arroio dos Ratos ligger 70 meter över havet och antalet invånare är 13 404.
Terrängen runt Arroio dos Ratos är huvudsakligen platt, men åt sydväst är den kuperad. Närmaste större samhälle är Charqueadas, 16,9 km nordost om Arroio dos Ratos.
I omgivningarna runt Arroio dos Ratos växer i huvudsak städsegrön lövskog. Runt Arroio dos Ratos är det ganska tätbefolkat, med 67 invånare per kvadratkilometer.